# 서울자곡초등학교
서울자곡초등학교는 대한민국 서울특별시 강남구에 있는 공립 초등학교이다.

## 연혁
- 2014년 9월 1일: 개교
- 2024년 9월 1일: 개교 10주년

## 참고 자료
- 서울자곡초등학교 - 한국교육학술정보원 학교알리미